# Leshara
La ville américaine de Leshara est située dans le comté de Saunders, dans l’État du Nebraska. Lors du recensement de 2010, sa population s’élevait à 112 habitants.

## Source
- (en) Cet article est partiellement ou en totalité issu de l’article de Wikipédia en anglais intitulé « Leshara, Nebraska » (voir la liste des auteurs).